# Port de Sfax
El port de Sfax (àrab: ميناء صفاقس, mīnāʾ Ṣafāqus) és un port de Tunísia a la ciutat de Sfax, la segona del país, a la governació de Sfax.
El seu trànsit principal són el productes materials com els fosfats, la sal marina, els cereals, oli (372 empreses dedicades a l'oli estan establertes a la governació de Sfax i es produeixen 210.000 tones a l'any) i altres similars.
El 2006 va moure 4.572.747 tones quasi totes per exportació internacional, i van passar pel port 1.321 vaixells. El port té una profunditat de 10,5 metres. Els hangars i magatzems tenen una superfície de 23.700 m².
Està previst que en el futur pugui acollir creuers.